# 岳麓印社
岳麓印社，位于中国长沙岳麓山，始创于2002年，是一个以印学研究及篆刻创作为主、兼顾书画的社团。

## 历史沿革
2002年6月，印社前身长沙市篆刻研究会成立，罗光磊任会长，有会刊《长沙篆刻》。
2012年11月28日，在长沙市人民会堂举行岳麓印社成立大会，李岚清题写社名，罗光磊当选首任社长。
2023年3月12日，岳麓印社迁址岳麓山并举行揭牌仪式，门匾社名由陈振濂题写。

## 作品
印社出版有《长沙名胜地名篆刻展作品集》、《楚风楚韵·长沙武汉百人篆刻联展作品集》、《长乐未央·长沙八人篆刻精品展作者解读》、《长乐未央·湖南八人篆刻展集》、《长沙市第二届篆书篆刻作品展作品集》、《长沙市第三届篆书篆刻作品展作品集》、《长沙篆刻作品集》、《历代名人咏长沙诗词篆刻作品集》等，另有会刊《长沙篆刻》、社刊《岳麓印社》。